# Wellenlängenschieber
Als Wellenlängenschieber bezeichnet man fluoreszierende Materialien, die höherfrequente Photonen absorbieren und niedrigfrequente Photonen emittieren.
In einem Wellenlängenschieber wird in vielen Fällen ein hochenergetisches Photon absorbiert und mehrere niedrigenergetische Photonen emittiert. Die Emission der Photonen erfolgt in der Regel sofort mit Relaxationszeiten im Nanosekundenbereich. Häufig verwendete Wellenlängenschieber in organischen Szintillatoren sind POPOP und 1,4-Bis(2-methylstyryl)benzol (Bis-MSB).
Diese Materialien werden z. B. in Kalorimetern der Teilchenphysik für Experimente der Grundlagenforschung (bspw. an Experimenten am DESY) benutzt, sie finden aber auch Anwendung in anderen materialtechnischen Bereichen, z. B. um die Effizienz von Photovoltaikzellen (Solarzellen) zu erhöhen.

## Sonstiges
Auch spezielle Magnete in Elektronenspeicherringanlagen wie BESSY, die zur Herstellung kurzwelliger Synchrotronstrahlung benötigt werden, werden vereinfachend als Wellenlängenschieber bezeichnet.